# Oviraptor
Oviraptor er en slægt af små mongolske theropod dinosaur, først opdaget af palæontolog Roy Chapman Andrews, og første gang beskrevet af Henry Fairfield Osborn, i 1924. Dens navn er latin for 'æg tyv', med henvisning til det faktum, at den første fossile eksemplar blev fundet oven på en bunke af, hvad der blev anset for at være Protoceratops æg, også givet som et resultat af denne finde. 